# Ларднер, Ринг
Рингголд Уилмер Ларднер (англ. Ringgold Wilmer Lardner, 6 марта 1885, Найлс, Мичиган, США — 25 сентября 1933, Ист-Хамптон, штат Нью-Йорк), известен как Ринг Ларднер (англ. Ring Lardner) — американский писатель, фельетонист, спортивный обозреватель, автор коротких рассказов и повестей.

## Биография и творчество
Родился в городке Найлс (Niles) в штате Мичиган, в семье состоятельного коммерсанта, в которой кроме него было ещё восемь детей. После окончания колледжа, два года учился в Чикагском технологическом университете, работал клерком, счетоводом.
В 1905 году становится репортером, затем — спортивным обозревателем и аналитиком.
С 1907 года работал в Чикаго в различных изданиях («Inter-Ocean», «Chicago Examiner», «Chicago Tribune»). Писал о бейсболе и вёл спортивные новости.

Ларднер был другом писателя Фрэнсиса Скотта Фицджеральда с которым он познакомился в 1921 году. Фицджеральд писал о нём в своём эссе-некрологе «Ринг» (1933):
В те дни его интересовали люди, спорт, бридж, музыка, театр, литература, газеты, журналы. Но хотя я об этом и не догадывался, перемена в нём уже началась — над ним уже нависла тень того безысходного отчаяния, которое преследовало его все эти двенадцать лет, до самой смерти.
По одному из рассказов писателя снят фильм «Чемпион» (1949) с Кирком Дугласом и Мэрилин Максвелл в главных ролях.
Первые рассказы писателя были посвящены миру бейсбола, баскетбола или бокса, но постепенно круг его персонажей расширялся. Первый сборник рассказов Ларднера «Ты меня знаешь, Эл» «You Know Me Al» вышел в 1916 года, в виде шести отдельных, но взаимосвязанных сатирических рассказов в форме писем, написанных от лица Джека Кифа (Jack Keefe) — недалёкого и малообразованного новичка из бейсбольной команды.
В двадцатые годы опубликовал сборники новелл «Как писать рассказы. Образцы прилагаются» (How to Write Short Stones. With Samples, 1924), «Гнездышко любви» (The Love Nest, 1926), «Закругляясь» (Round Up, 1929).
В 1933 году он опубликовал серию рассказов «Проигрывай, улыбаясь». Среди других сочинений: драматические произведения, автобиографические очерки, стихи для детей. Также хотел стать музыкантом, писать для эстрады и театра.
Умер Ринг Ларднер в 1933 году в Ист-Хамптоне на Лонг-Айленде от осложнений туберкулёза.
Ларднер состоял в браке с Эллис Эбботт (Ellis Abbott) на которой женился в 1911 году, в этом браке родилось четверо сыновей, наибольшую известность из которых получил киносценарист Ринг Ларднер-младший (Ring Lardner, Jr.) — лауреат двух премий «Оскар».

## Оценки и влияние
После успешного выхода сборника «Ты меня знаешь, Эл» известный журналист Эндрю Фергюсон (Andrew Ferguson) написал, что книга, несмотря на обыденность содержания, получилась очень даже неплохой и снискала уважения даже среди таких «серьезных и невеселых людей», как Вирджиния Вулф.
Ещё в 1922 году Шервуд Андерсон написал о нём: «У Ларднера в одном абзаце больше понимания жизни, человеческой симпатии и солёной мудрости, чем в сотнях страниц прозы, скажем, Синклера Льюиса».
Фицджеральд в своём эссе посвящённом Ларднеру писал: «…в написанном Ринг выразил самого себя меньше, чем любой другой американский писатель первого ряда. Осталась книжка „Ты меня знаешь, Эл“, да с десяток чудесных рассказов (боже мой, он даже не сохранил для себя журналов, и, когда надо было готовить сборник „Как пишется рассказ“, пришлось переснимать страницы в библиотеке!), да ещё такие безудержно веселые, такие вдохновенные небылицы, каких не читали со времен Льюиса Кэрролла». Считается, что черты характера Ларднера отражены в персонаже романа Фицджеральда «Ночь нежна» — погибающего от алкоголизма композиторе-американце Эйбе Норте.
Творчество Ларднера повлияло на раннюю манеру письма Эрнеста Хемингуэя, который даже написал ряд юмористических статей в школьную газету под псевдонимом «Ринг Ларднер-младший».
По мнению исследовательницы его творчества литературоведа Тугушевой М. П. — разговорная манера письма Ларднера (наряду с Марком Твеном) повлияла на стиль Джерома Д. Сэлинджера. Последний упоминает Ларднера в повести «Фрэнни и Зуи» и романе «Над пропастью во ржи».